# Nanomeccanica
La nanomeccanica è un ramo della nanoscienza che si occupa dello studio e delle applicazioni delle proprietà meccaniche (elastiche, termiche e cinetiche) fondamentali dei sistemi fisici su scala nanometrica. La nanomeccanica è emersa all'incrocio di meccanica classica, fisica dello stato solido, meccanica statistica, scienza dei materiali e chimica quantistica. Come settore della nanoscienza, la nanomeccanica fornisce un fondamento scientifico della nanotecnologia. 
Spesso, la nanomeccanica viene vista come un ramo della nanotecnologia, vale a dire, un settore applicato che si focalizza sulle proprietà meccaniche delle nanostrutture progettate e i nanosistemi (sistemi con componenti rilevanti in scala nanometrica). Esempi  riguardanti questi ultimi comprendono nanoparticelle, nanopolveri, nanofili, nanobastoni, nanonastri, nanotubi, compresi i nanotubi di carbonio (CNT, carbon nanotubes) e i nanotubi di nitruro di boro (BNNT, boron nitride nanotubes); nanogusci, nanomebrane, nanorivestimenti, materiali nanocompositi/nanostrutturati] (fluidi con nanoparticelle disperse); nanomotori, ecc.
Alcuni dei consolidati campi della nanomeccanica sono: i nanomateriali, la nanotribologia (attrito, usura e meccanica di contatto su nanoscala), sistemi nanoelettromeccanici (NEMS) e nanofluidica.  
Come scienza fondamentale, la nanomeccanica si basa su alcuni principi empirici (osservazioni di base):

   1) principi meccanici generali; 

   2) principi specifici derivanti dalla piccolezza delle dimensioni fisiche dell'oggetto di studio o di ricerca.
I principi generali di meccanica comprendono:
- Principi di conservazione di energia e del momento
- Principio di variazione di Hamilton
- Principi di Simmetria

A causa della piccolezza dell'oggetto studiato, la nanomeccanica considera anche:
- Separazione (discreteness) dell'oggetto, la cui dimensione è comparabile alle distanze interatomiche
- Pluralità, ma in misura limitata, dei gradi di libertà dell'oggetto
- Importanza delle fluttuazioni termiche
- Importanza degli effetti entropici (vedi Entropia configurazionale)
- Importanza degli effetti quantici

Questi principi servono a tracciare un quadro di base riguardo alle nuove proprietà meccaniche degli oggetti nanometrici. La novità è intesa nel senso che queste proprietà non sono presenti negli analoghi oggetti in macroscala o sono molto diverse dalle proprietà di questi (per es., i nanobastoni rispetto alle usuali strutture a fascio macroscopiche). In particolare, la piccolezza dell'oggetto dà luogo a vari effetti di superficie determinata dal più elevato rapporto superficie/volume delle nanostrutture e perciò colpisce le loro proprietà meccanico-energetiche e termiche (punto di fusione, capacità di calore, ecc.). La distinzione serve per una ragione fondamentale, ad esempio, nella dispersione di onde meccaniche nei solidi e in qualche comportamento speciale di soluzioni elastomeccaniche di base su scale di piccole dimensioni. La pluralità dei gradi di libertà e l'aumento delle fluttuazioni termiche sono la causa del tunneling termico delle nanoparticelle attraverso potenziali barriere, oltre che per diffusione trasversale di liquidi e solidi. La piccolezza e le fluttuazioni termiche forniscono le ragioni di base del moto browniano delle nanoparticelle. La maggiore importanza delle fluttuazioni termiche e l'entropia di configurazione nella nanoscala fa crescere la superelasticità, l'elasticità entropica (forze entropiche) e altri tipi esotici di elasticità delle nanostrutture. Gli Aspetti dell'entropia di configurazione sono anche di grande interesse nel contesto auto-organizzazione e comportamento cooperativo di nanosistemi aperti.        
Gli effetti quantici determinano le forze di interazione tra i singoli atomi negli oggetti fisici, che vengono introdotti in nanomeccanica per mezzo di alcuni modelli matematici comuni chiamati potenziali interatomici. 
L'ulteriore utilizzazione dei potenziali interatomici dentro la classica dinamica del multicorpo fornisce i modelli meccanici deterministici delle strutture e i sistemi nano su scala/risoluzione atomica. I metodi numerici di soluzione di questi modelli sono chiamati dinamica molecolare (MD) e talvolta meccanica molecolare (specialmente, in relazione ai modelli (ancora) statisticamente equilibrati). Gli approcci numerici non-deterministici comprendono il metodo Monte-Carlo, la Cinetica (KMC) e altri. Gli attuali strumenti numerici includono anche approcci multiscala ibridi consentendo l'utilizzo concomitante o sequenziale dei metodi su scala atomica (di solito, MD) con i metodi di scala (macro) continua (di solito, FEM) dentro un singolo modello matematico. Lo sviluppo di questi metodi complessi è oggetto separato di ricerca della meccanica applicata. 
Gli effetti quantici determinano anche le nuove proprietà elettriche, ottiche e chimiche delle nanostrutture e pertanto essi trovano un'attenzione ancora maggiore nelle aree adiacenti della nanoscienza e della nanotecnologia, come la nanoelettronica, i sistemi di energia avanzata e la nanobiotecnologia.

## Fonti
- Bhushan B (editor). Springer Handbook of Nanotechnology, 2nd edition. Springer, 2007.
- Liu WK, Karpov EG, Park HS. Nano Mechanics and Materials: Theory, Multiscale Methods and Applications. Wiley, 2006.
- Cleland AN. Foundations of Nanomechanics. Springer, 2003.